# Víctor Hernández Luna
Víctor Eduardo Hernández Luna (ur. 6 września 1995) – meksykański zapaśnik w stylu wolnym. Zajął szesnaste miejsce na mistrzostwach świata w 2021. Srebrny medalista mistrzostw panamerykańskich w 2021 i brązowy w 2020 roku.